# 威氏克奈魚
威氏克奈魚為輻鰭魚綱鼠鱚目尼羅魚科的其中一種，分布於非洲剛果河上游流域，本體長可達8.6公分，棲息在流速較快的溪流，可做為食用魚。